# Inonotus rodwayi
Inonotus rodwayi är en svampart som beskrevs av D.A. Reid 1957. Inonotus rodwayi ingår i släktet Inonotus och familjen Hymenochaetaceae.   Inga underarter finns listade i Catalogue of Life.